# Alberto Fassini
Alberto Fassini (né à Moncalvo le 8 avril 1875 et mort à Rome le 8 octobre 1942) est un homme politique, magnat des affaires et producteur de cinéma italien.

## Biographie
Alberto Fassini possédait une  entreprise de textile synthétique et était proche du régime du dictateur Benito Mussolini . Il possédait le Palazzo Tittoni où Mussolini a vécu de 1923 à 1929 .
Il a été Conseiller à la chambre des Corporations du 23 mars 1939 au 2 août 1943 et député du 28 avril 1934 au 2 mars 1939.
Dans les années 1910, Alberto Fassini est lié à la société de production italienne Cines . En 1919, il est à l'origine de la création de l' Unione Cinematografica Italiana (UCI), un conglomérat de studios de premier plan qui devient le plus grand producteur du pays et vise à concurrencer les grandes sociétés internationales, notamment celles d' Hollywood . En 1921, l'UCI  est mise en faillite  par l'effondrement de la Banca Italiana di Sconto, un de ses investisseurs majeurs. À cette époque, Fassini est parti pour rejoindre le conseil d'administration d'une compagnie maritime américaine .